# Jan z Głogowa

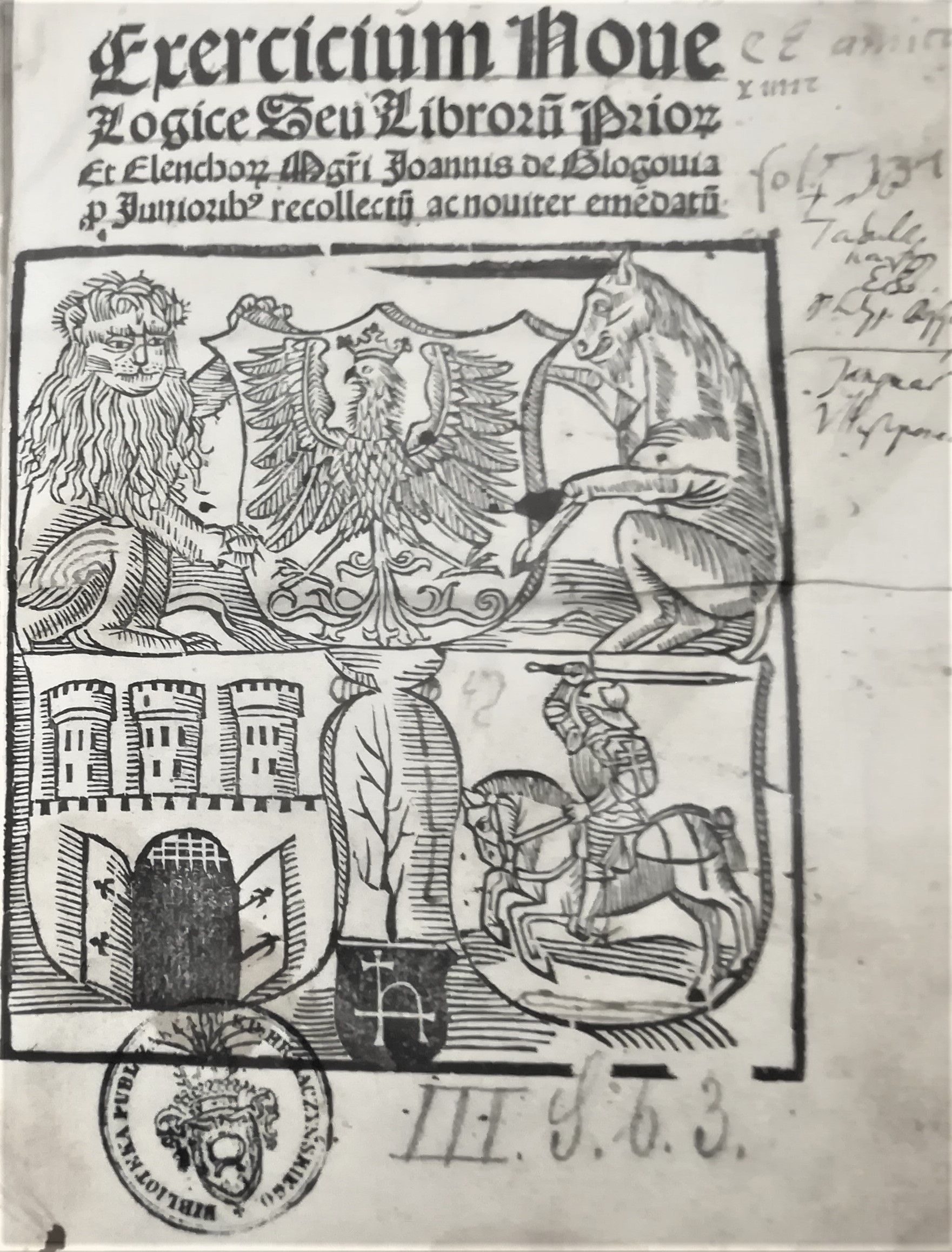
Exercitium nove logice

Jan z Głogowa znany także jako Głogowczyk, Głogowita, Glogoviensis, Glogar, Gloger (niem. Johann von Glogau, ur. ok. 1445 w Głogowie, zm. 11 lutego 1507 w Krakowie) – polski astronom, matematyk i filozof; przedstawiciel scholastyki tomistycznej i przyrodoznawczego nurtu arystotelizmu, nazwanego potem albertyzmem.

## Życiorys
Pochodził z zamożnej rodziny Schilling (Schelling), ale nie używał tego nazwiska i podpisywał się Gloger albo Glogovita. W 1468 ukończył studia na Uniwersytecie Krakowskim z tytułem magistra i został wykładowcą. Przez blisko 40 lat wykładał łacinę, filozofię Arystotelesa i astronomię. Był autorem dzieł o charakterze podręcznikowym, z których najważniejsze to: Liber posteriorum analyticorum, Exercitium veteris artis, Questiones librorum de anima.
Jego słuchaczem był m.in. Mikołaj Kopernik.
Zmarł na apopleksję. Pochowany został w kościele św. Floriana w Krakowie, w którym przez ostatnie lata życia był kanonikiem.
Jest patronem Szkoły Podstawowej nr 8 z oddziałami integracyjnymi  w Głogowie. W tym samym mieście, na Placu Jana z Głogowa przy al. Wolności znajduje się jego ławeczka pomnikowa.

## Dzieła
Ważniejsze dzieła Głogowczyka to:
- De verificatione. In scientiam mortalium hominum introductiorum quae cuilibet homini ex celesti praesignatur circulo... anno... 1495 feliciter recollectum, rękopis Biblioteka Marciana w Wenecji, sygn. L VIII 89 k. 261a-290b
- Liber posteriorum analeticorum, Lipsk 1499, drukarnia W. de Monaco
- Exercitium nove logice, Kraków(?) 1499; inne wyd.: Lipsk 1499, drukarnia W. de Monaco; Kraków 1511[2]
- Exercitium super omnes tractatus parvorum logicalium Petri Hispani, Lipsk 1500, drukarnia W. Steckel Monacensis[3]; wyd. następne: Kraków 1504, Strasburg 1517
- (Exercitium veteris artis). Argumentum in librum Porfirii peripatetici isagogicum in kathegorias Aristotelis, Kraków 1504, drukarnia J. Haller[4], wyd. następne: Kraków 1516, Strasburg 1517
- Questiones liborum de anima, Metz 1501, drukarnia K. Hochfeder[5], wyd. następne: Kraków 1514; fragm. przedrukował: M. Wiszniewski Historia literatury polskiej, t. 3, Kraków 1841, s. 268-271
- Phisionomia hinc inde ex illustribus scriptoribus... recollecta, Kraków 1518, drukarnia H. Wietor (wyd. R. Agricola młodszy)[6]
- Notae in computum ecclesiasticae
- Computus chirometralis[7]
- Introductorium in tractatum sphaerae Johannis de Sacrobusto[8]
- Introductorium astronomiae in ephemerides[9]
- Tractatus in iudiciis astrorum
- zob. także – rękopisy Biblioteki Jagiellońskiej nr: 1839-1840, 1963, 2089, 2173, 2453, 2491, 2493-2494, 2703 i 2855.

Michał Urbanowski podaje 3 obszerne bibliografie dzieł Jana z Głogowa:
- Michał Urbanowski, Indeks ważniejszych dzieł Jana z Głogowa według Feliksa Bentkowskiego (1814) – 28 pozycji, z rozbudowanymi tytułami łacińskimi, w tym wiele zaopatrzonych w informację, w jakiej bibliotece znajdują się rękopisy lub gdzie zostały wydane
- Michał Urbanowski, Indeks ważniejszych dzieł Głogowczyka według Hieronima Szczegóły, 2003 – spis 32 nieponumerowanych dzieł, podzielonych na działy: działa gramatyczne (4), logiczne (8), metafizyczne i z zakresu filozofii przyrody (7), astrologiczne i prognostyczne (7), astronomiczne (5), geograficzne (1)
- Michał Urbanowski, Bibliografia do badań nad Janem z Głogowa, 2003 – obszerna (99 pozycji) bibliografia przedmiotowa do r. 2003